# 金额雀鹛
金额雀鹛（学名：Schoeniparus variegaticeps），是雀眉科乌线雀鹛属的一种，为中国大陆的特有种。全球活动范围约为15,500平方千米。该物种的保护状况被评为易危。
金额雀鹛的栖息地包括淡水泉、绿洲和亚热带或热带的湿润山地林。该物种的模式产地在广西瑶山。